# غاريث ديفيز (لاعب اتحاد الرغبي بريطاني)
غاريث ديفيز (بالإنجليزية: Gareth Davies)‏ هو لاعب اتحاد الرغبي بريطاني، ولد في 2 مارس 1984 في Caerphilly ‏ في المملكة المتحدة.

## وصلات خارجية
- غاريث ديفيز عل موقع إسبنسكروم (الإنجليزية)